# Heinrich Löffler (Germanist)
Heinrich Löffler (* 19. November 1938 in Engen) ist ein Schweizer Sprachwissenschafter und emeritierter Professor für Deutsche Philologie an der Universität Basel.

## Leben
Nach dem altsprachlichen Abitur am Heinrich-Suso-Gymnasium Konstanz studierte Löffler die Fächer Deutsch, Latein und Philosophie an den Universitäten Freiburg im Breisgau und Kiel. Staatsexamen und Promotion folgten 1965 in Freiburg mit der Dissertation Die Weilerorte in Oberschwaben. Eine namenkundliche Untersuchung. Danach war er von 1966 bis 1970 Assistent an der Universität Freiburg im Breisgau und von 1970 bis 1975 Akademischer Rat/Oberrat. 1974 erfolgte die Habilitation mit einer Teilschrift des Historischen Südwestdeutschen Sprachatlas in Freiburg. 2005 erhielt er die Schweizer Staatsbürgerschaft.
Von 1975 bis 2004 war Löffler ordentlicher Professor für Deutsche Philologie an der Universität Basel. Von 1985 bis 1987 war er Dekan der Philosophisch-Historischen Fakultät; von 1989 bis 2001 leitete er die Studienrichtung „Kommunikations- und Medienwissenschaften“. Von 1988 bis 2008 war Löffler Präsident des Geschäftsführenden Ausschusses der Stiftung Kabelnetz Basel (Trägerschaft  des regionalen Fernsehsenders Telebasel) und von 1992 bis 1998 Mitglied des Kuratoriums am Institut für Deutsche Sprache (IDS) in Mannheim. Präsident des Wissenschaftlichen Beirates am IDS war Löffler von 1998 bis 2002 und Mitglied des Senatsausschusses Evaluation der Wissenschaftsgemeinschaft Gottfried Wilhelm Leibniz von 2002 bis 2006.
Während seines Ruhestandes arbeitete Löffler zusammen mit seiner Ehefrau Suzanne de Roche an der Edition von Johann Jacob Sprengs Allgemeinem deutschem Glossarium.

## Schaffen
Zu Löfflers Arbeitsschwerpunkten gehören die deutsche Sprachgeschichte, deutsche Dialektforschung, Stadtsprachen, Onomastik, Soziolinguistik, Gesprächsforschung und Medienlinguistik.

## Schriften (Auswahl)
- Die Weilerorte in Oberschwaben. Eine namenkundliche Untersuchung. Stuttgart 1968
- Historisches Ortsnamenbuch von Bayern, Teil Schwaben, Bd. 6: Stadt- und Landkreis Lindau, München 1973
- Historischer Südwestdeutscher Sprachatlas. Auf Grund von Urbaren des 14. Jahrhunderts bearbeitet von Wolfgang Kleiber, Konrad Kunze und Heinrich Löffler. 2 Bde. Bern u. München 1979.
- Probleme der Dialektologie. Eine Einführung. Darmstadt 1974, 3. Aufl. 1990
- Dialektologie. Tübingen 2003
- Germanistische Soziolinguistik. Berlin 1985, 5. Aufl. 2016
- Linguistische Grundlagen. Aarau, Frankfurt 1991
- Sprachforschung im Grenzbereich. Ausgew. Schriften. Tübingen 2004 (mit Schriftenverzeichnis)
- Variantenwörterbuch des Deutschen. Berlin, New York 2004 (zus. mit U. Ammon, H. Moser u. a.)
- Dialekt und Standard im Medienzeitalter. Mannheim 2006
- Johann Jakob Spreng und sein Allgemeines deutsches Glossarium. Basel 2023 (zus. mit Suzanne de Roche)

Herausgeberschaft
- Standard und Dialekt. Studien zur gesprochenen und geschriebenen Gegenwartssprache. Festschrift für Heinz Rupp zum 60. Geburtstag; zus. mit K. Pestalozzi u. M. Stern, Bern 1979
- Dialekt – Hochsprache / kontrastiv. Sprachhefte für den Deutschunterricht; zus. mit W. Besch und H. H. Reich Düsseldorf 1976–1981 (8 Hefte).
- Bruno Boesch, Schriften zur Namenforschung 1945–1981; zus. mit K. Kunze, Heidelberg 1982
- Das Deutsch der Schweizer. Zur Sprach- und Literatursituation in der deutschen Schweiz. Aarau 1986
- Dialoganalyse IV. Referate der 4. Arbeitstagung Basel 1992; unt. Mitarb. von C. Grolimund und M. Gyger, Tübingen 1993
- Namenforschung. Ein internationales Handbuch der Onomastik 3 Bde.; zus. mit E. Eichler, G. Hilty, H. Steger, L. Zgusta, Berlin 1995–1996
- Texttyp, Sprechergruppe, Kommunikationsbereich. Studien zur deutschen Sprache in Geschichte und Gegenwart.
- Festschrift für Hugo Steger zum 65. Geb. zus. mit B. Kelle und KH. Jakob, Berlin 1994
- Alemannische Dialektforschung. Bilanz und Perspektiven; unt. Mitarb. von C. Grolimund u. M. Gyger, Basel und Tübingen 1995
- Stadtsprachenforschung. Ein Reader; zus. mit L. Hofer, Hildesheim, Zürich, New York 2010

Editionen
- Johann Jacob Spreng: Idioticon Rauracum oder Baseldeutsches Wörterbuch von 1768. Edition der Handschrift AA I 3 der Universitätsbibliothek Basel. Schwabe, Basel 2014.
- Johann Jacob Spreng: Allgemeines Glossarium der deutschen Sprache. Edition der Handschriften NL71 X.1–20 der Universitätsbibliothek Basel. 7 Bände, Schwabe Basel 2021.

## Auszeichnungen
- 2006: Konrad-Duden-Preis der Stadt Mannheim